# David Jones (basket-ball)
David Apolinar Jones García, né le 24 novembre 2001 à Saint-Domingue en République dominicaine, est un joueur dominicain de basket-ball mesurant 1,92 m et évoluant au poste d'ailier.

## Carrière professionnelle
Le 22 novembre 2024, il signe un contrat two-way avec le Jazz de l'Utah. Il est coupé le 1er janvier 2025.
En juillet 2025, il s'engage avec les Spurs de San Antonio sous la forme d'un contrat two-way.

## Statistiques

### Universitaires
Les statistiques de David Jones en matchs universitaires sont les suivantes :
| Saison    | Équipe     | Matchs | Titul. | Min./m | % Tir | % 3pts | % LF | Rbds/m. | Pass/m. | Int/m. | Ctr/m. | Pts/m. |
| --------- | ---------- | ------ | ------ | ------ | ----- | ------ | ---- | ------- | ------- | ------ | ------ | ------ |
| 2020-2021 | DePaul     | 9      | 1      | 14.3   | .382  | .071   | .600 | 2.7     | .4      | .4     | .2     | 5.1    |
| 2021-2022 | DePaul     | 28     | 27     | 29.9   | .445  | .297   | .692 | 7.4     | 2.4     | 1.7    | 1.0    | 14.5   |
| 2022-2023 | Saint John | 31     | 17     | 25.7   | .392  | .294   | .785 | 6.8     | 1.6     | 1.3    | .4     | 13.2   |
| 2023-2024 | Memphis    | 32     | 32     | 32.3   | .459  | .380   | .797 | 7.6     | 1.8     | 2.2    | .4     | 21.8   |
| Carrière  | Carrière   | 100    | 77     | 28.0   | .431  | .325   | .770 | 6.9     | 1.8     | 1.6    | .6     | 15.6   |

## Palmarès, distinctions et récompenses

### Distinctions
- First-team All-AAC (2024)